# رادیویلیف
شهر رادیویلیف (به روسی: Радивилів) در استان ریونه در کشور اوکراین واقع شده‌است. جمعیت این شهر ۱۰,۴۷۲ نفر (۲۰۲۱ تخمینی) است. ریوین مرکز اداری رادیفیلو (منطقه) است. نزدیکترین شهر دوبنو، و برودی است. برودی در ۱۰کیلومتری (۶ مایلی) شهر قرار دارد. در زمان اتحاد جماهیر شوروی، از سال ۱۹۹۳تا ۱۹۹۲، این شهر به عنوان چروونو ارمیسیک شناخته می‌شد.